# Galizano
Galizano es una localidad del municipio de Ribamontán al Mar (Cantabria, España). Está a 20 metros sobre el nivel del mar, y a una distancia de 1,5 kilómetros de la capital municipal, Carriazo. La localidad contaba en 2021 con 902 habitantes (INE).
Dedicada su población tradicionalmente a la agricultura y a la ganadería de leche, cuenta con una de las mejores cabañas de ganadería frisona de España. Junto a la costa cantábrica cuenta con bellas playas denominadas: Galizano (o La Canal), Arnillas y Los Cañones. Además, pueden mencionarse los acantilados de Quintres y San Pantaleón, y su joya: la Cueva de Cucabrera, solaz de los lugareños en sus tradicionales pesquerías. Sus percebes y pescados de roca complementan una cocina natural basada en frutos del campo y del mar y la estupenda carne de sus vacas. 
Son numerosas las casas rurales donde el turismo encuentra descanso y diversión placentera, disfrutando de sus múltiples parajes de monte y mar, y lugares con encanto como el Molino de Romano o la fuente y Puente de Canedo.
Las fiestas principales son: el 15 de mayo San Isidro Labrador, día en que se celebra la feria anual de ganado; el día 27 de julio, San Pantaleón, con romería y bailes regionales en la ermita de San Pantaleón, divisando todo el valle de Ribamontán al Mar y la bahía de Santander; los días 14 y 15 de agosto se celebran las fiestas Patronales de Nuestra Señora de la Asunción en las que hay grandes verbenas y macrodiscotecas. El día 16 de agosto se celebra la fiesta de San Roque, fiesta declarada de Interés Tradicional con su afamada verbena de los disfraces, unas de las más clásicas de los veranos cántabros. El Grupo de Danzas de Galizano, desde tiempo inmemorial, deleita a los asistentes a las fiestas con la tradicional danza de "Los arcos floridos", danza que marcaba las fiestas del fin de cosechas, típica de la zona de Trasmiera en Cantabria.
A finales de agosto una gran macrodiscoteca pone fin a las fiestas veraniegas.
Durante los meses de verano los vecinos se agrupaban celebrando pesquerías tradicionales de percebes, nécoras, pórdanos, lubinas, jargos y peces de roca para degustarlos todos juntos en la Cueva de Cucabrera en los acantilados de Galizano, donde los vecinos confraternizaban todos juntos cantando canciones populares cántabras y jugando a juegos de cartas como la brisca, el tute, el mus o la flor.
El lanzamiento de cabra desde el campanario (sin practicar desde 1993), fue una gran costumbre festiva en Galizano durante los meses de verano, en donde los vecinos se agrupaban para degustar alimentos como percebes, tortilla de patatas o empanada
En las costa de Galizano hay numerosos recodos entre las rocas donde se pescan a caña peces de roca (Lubinas, jargos, pordanos, julias, babosos, etc)   y numerosas rocas donde crían los percebes y los mariscos como nécoras y centollos, entre otros. Los sitios de pesca desde el límite con la playa de Langre al Oeste y Brenas al Este se denominan: 
La Herbosa;
Punta Rodicio (El Barco);
Playa de Arnillas;
Pico de Galizano;
Los Cañones;
Playa de Galizano;
Punta de Riaño;
El Nial;
Cucabrera;
Fonfría; 
La Llera; 
El Vivarujo; 
El Muelluco;
Cantabria; 
El Vivar; 
Solombreras; 
Brenas. 
Lugares de interés en las proximidades de Galizano son la Cueva de Cucabrera y también la Ermita de San Pantaleón y el Molino de Romano, ambos abandonados. 
El 30 de abril de 1937 se hundió a tres millas de sus costas el acorazado Alfonso XIII (cuyo nombre había sido cambiado por entonces a 'España'), al chocar contra una mina, durante la guerra civil española.
Galizano acoge la sede del equipo de fútbol de Ribamontán al Mar, que milita en división regional, disputando sus partidos como local en el estadio de Baceñuela.

## Barrios de Galizano
La Iglesia, El Cruce, La Pedrosa, Baceña, La Incera, El Soto, Linderrío, El Cuartel, Las Lleras, Brazón, San Miguel, San Pantaleón, San Piri, Romano, y La Fábrica.

## Calles de Galizano
Aguas Hondas, Del Manzano, El Conde, El Cruce, El Parque, El Solaruco, Herrero, La Barrera, La Canal, La Fábrica, La Iglesia, La Llamosa, Mies de Madero, Pedrosa, Romano y Verdes.
Actualmente, Galizano ofrece diversos servicios turísticos como hoteles, Casas Rurales, bares y restaurantes, dado que el sector turístico ha cobrado especial importancia frente a los sectores tradicionales como la ganadería y la agricultura, debido al espectacular paisaje del lugar y a sus hermosas playas.

## Lugareños ilustres
Fue natural de Galizano D. Pedro del Yermo y Herrera, Señor de la Torre de Yermo en Santander y de la Casa de Herrera en Maliaño. Era sobrino y discípulo de Juan de Herrera, con quien estudió arquitectura y matemáticas. Participó como su ayudante en la construcción del Monasterio de El Escorial. A la muerte de Juan de Herrera, fue nombrado su heredero. El rey Felipe II le nombró secretario de Su Majestad y de Su Cámara, Aposentador Mayor del Palacio y caballero de la orden de Santiago. Su hermano, Bernardo Yermo, también nombrado caballero de la orden de Santiago en 1622, fue miembro del Consejo de Guerra, Maestre Racional y Tesorero del Reino de Sicilia. 
En Galizano tienen la residencia de verano, en su quinta, los marqueses de Miralrio, en el lugar y palacio indiano que perteneció a los marqueses de Alta Gracia, descendientes del empresario azucarero Alejandro del Valle Gutiérrez y Ulpiana de la Tijera y Pontón,  natural ella de Galizano.
En Galizano nacieron también los maestros de cantería Juan Calderón de la Barca, Francisco del Pontón Incera (siglo XVII), Francisco del Pontón Setién (siglo XVII), Juan del Pontón Toraya (siglo XVII), Pedro Vélez de la Huerta (siglo XVII), Juan Vélez de la Huerta, Pantaleón del Pontón Setién (siglo XVIII).
En el siglo XVIII, Fernández de Isla impulsó diversas manufacturas de loza, iniciando una tradición que se mantuvo hasta el siglo XIX, con la fabricación de productos de loza "a la cortesana". Esta Alfarería se convirtió a mediados del siglo XX en una fábrica de quesos.

José Luis Sánchez Landeras, autor de "Ribamontan al Mar en su Historia" y José Luis Ezquerra Toca, escritor y etnógrafo, autor de varios libros entre ellos "Galizano Semblanzas de Cantabria" y "Ribamontan al Mar ante su futuro" han dejado constancia de la reciente historia de Galizano.
- Datos: Q8963365
- Multimedia: Galizano / Q8963365